# Polypedates hecticus
Polypedates hecticus és una espècie d'amfibi que viu a les Filipines.